# Barney e Betty Hill
Barney Hill (Newport News, 20 luglio 1922 – Portsmouth, 25 febbraio 1969) ed 
Elizabeth Barret detta Betty Barret (Newton, 28 giugno 1919 – Portsmouth, 17 ottobre 2004) sono stati due coniugi statunitensi del New Hampshire che sostennero di essere stati rapiti da entità aliene nella notte tra il 19 e il 20 settembre 1961.
La loro presunta vicenda, soprannominata dai sostenitori dell'ufologia "abduction degli Hill'" o "incidente di Zeta Reticuli", è stata la prima testimonianza di questo tipo fortemente pubblicizzata negli Stati Uniti.

## Biografia
Gli Hill vivevano a Portsmouth, nel New Hampshire. Barney Hill svolgeva la professione di impiegato nel servizio postale americano, mentre la moglie Betty era un'assistente sociale. Attivi in una congregazione di ispirazione cristiana di tipo unitario, gli Hill erano anche membri della NAACP (National Association for the Advancement of Colored People, Associazione nazionale per l'avanzamento delle persone di colore) e dei leader locali. Barney riuscì a ottenere un posto nella Commissione per i diritti civili degli Stati Uniti. I due formavano una coppia rara per l'epoca, visto che Barney era afroamericano, mentre Betty era bianca.

### Il racconto del rapimento dei coniugi Hill
Secondo il loro racconto, derivato da sedute di ipnosi regressiva effettuate nei primi sei mesi del 1964 presso lo studio dello psichiatra Benjamin Simon di Boston (sedute di cui sono disponibili pubblicamente le registrazioni su nastro), Barney e Betty Hill, il 19 settembre 1961 verso le 22, stavano attraversando le White Mountains con la loro automobile, per tornare presso la loro abitazione a Portsmouth dopo una breve vacanza di pochi giorni in Canada, quando l'attenzione di entrambi si concentrò su un oggetto luminoso nel cielo che assomigliava a un satellite. Ritornati a casa all'alba, si accorsero che erano trascorse troppe ore per aver percorso un tragitto del genere (fenomeno noto in ambito ufologico come "lacuna temporale") e in seguito accusarono emicrania, e altri lievi disturbi fisici; dopo circa dieci giorni, Betty Hill fu vittima di paurosi incubi, nei quali veniva sottoposta ad esami clinici all'interno di una stanza, da parte di alcuni medici con tratti somatici molto diversi da quelli umani.
Dopo essere stati sottoposti a ipnosi regressiva, affiorarono i ricordi riguardanti il lasso di tempo "mancante": lo strano velivolo, scambiato inizialmente da Barney per un satellite fuori rotta, si era lentamente avvicinato deviando dalla presunta rotta iniziale. I coniugi effettuarono diverse soste ai bordi dell'autostrada per osservare meglio l'oggetto, grazie anche all'aiuto di un binocolo che avevano portato con loro per la vacanza. L'oggetto, descritto con molta precisione da entrambi, aveva inizialmente la forma di un sigaro, ed emetteva strani fasci di luce intermittenti, simili (secondo il racconto di Betty) a tante matite luminose di diversi colori. Man mano che l'oggetto si avvicinò, iniziò a somigliare più a un disco, e videro, su un lato dell'oggetto, una serie di finestre continue che delineavano l'interno, illuminato, dell'apparecchio. L'oggetto non procedeva come un normale aereo, ma volava con rapidi movimenti in verticale verso l'alto e il basso, alternati a brevi spostamenti orizzontali, e non emetteva alcun suono udibile.
A un certo punto Barney fermò l'auto, poiché l'oggetto si era molto avvicinato a loro. Scese e attraversò un campo, fino ad arrivare a poche decine di metri dal velivolo (in seguito dichiarò di non riuscire a capire il motivo di quel gesto, poiché era terrorizzato dalla vista di quell'oggetto). Con il binocolo inquadrò la fila di finestrini, e riuscì a scorgere diverse persone all'interno del velivolo, la maggior parte di essi impegnati a eseguire manovre su quello che, secondo Barney, doveva essere una specie di pannello di controllo, mentre un'altra figura, identificata da Barney come il presunto "capo" del gruppo di persone, lo osservava con insistenza. Barney, alla vista dello strano essere, fuggì terrorizzato verso l'auto e partì a elevata velocità, gridando a Betty che aveva la certezza che sarebbero stati rapiti da quelle persone. Poco dopo Barney svoltò improvvisamente su una strada laterale e fu costretto a fermare l'auto alla vista di alcuni uomini in mezzo alla strada che, con dei gesti delle braccia, lo invitavano a fermarsi (in seguito Barney riferì di aver avuto l'impressione di trovarsi a una specie di posto di blocco).
Gli strani esseri si avvicinarono all'auto, e dopo averli rassicurati sul fatto che non avrebbero fatto loro alcun male, li fecero scendere dall'auto e li accompagnarono all'interno dell'oggetto volante, che nel frattempo era atterrato poco distante dalla strada. Dopo essere saliti a bordo, i due furono portati in due diverse stanze e sottoposti a vari test fisici, furono prelevate ciocche di capelli, tessuto cutaneo, furono osservati con molta attenzione piedi, mani, occhi, orecchie. A Barney fu tolta la dentiera (che già portava, nonostante la giovane età, a causa di problemi di salute pregressi) e gli esaminatori non riuscivano a capire come mai i denti di Betty (perfettamente sani) non si togliessero come quelli di Barney. Dopo questi esami, i coniugi furono riportati vicino alla loro automobile, e in seguito lo strano oggetto volante si alzò in aria per poi allontanarsi a rapida velocità.
In una successiva seduta di ipnosi regressiva, la signora Hill disegnò una mappa stellare che gli era stata mostrata, all'interno della presunta astronave aliena, da colui che era stato identificato dalla coppia come il "capo" della spedizione. L'ufologa Marjorie Fish ha identificato nella mappa il sistema stellare di Zeta Reticuli, divenuto da allora molto discusso e menzionato in ambito ufologico. Betty riferì anche che fu la prima a finire le analisi, e in attesa che terminassero le analisi su Barney, riuscì a parlare qualche minuto con questo essere. Scoprì quindi che essi non erano a conoscenza di concetti base della vita umana, come il concetto di tempo "terrestre" con la divisione in anni, mesi, giorni, oppure la conoscenza dei colori, del cibo che mangiamo, e dell'invecchiamento biologico della nostra specie, riferì anche a Betty che le analisi erano state effettuate per studiare le caratteristiche fisiche e biologiche degli esseri umani e per fare un confronto con le loro.
Entrambi descrissero questi esseri come umanoidi di statura leggermente inferiore alla nostra (intorno al metro e cinquanta, tranne il capo e il medico che faceva le analisi, che avevano un'altezza pressoché identica a quella di Betty) fronte pronunciata, grandi occhi allungati a mandorla, naso molto piccolo, quasi impercettibile, e labbra sottilissime prive di muscolatura, la pelle risultava di un colore diverso dal nostro, quasi grigia. Riuscivano a comunicare perfettamente con la coppia, mentre, fra loro, comunicavano con strani sibili incomprensibili. Anni dopo la misteriosa vicenda, la coppia riferì di aver trovato caratteristiche somatiche simili (grandi occhi allungati, naso poco pronunciato) in alcune popolazioni indigene del Sud America. Tornati a casa, il giorno successivo i coniugi notarono sul retro della propria auto delle strane macchie del diametro di pochi centimetri, come se in quei punti la verniciatura fosse stata lucidata da poco. Betty provò ad avvicinare una bussola alle macchie: la bussola impazziva ogni volta che si avvicinava alle macchie, e tornava alla normalità ogni volta che veniva allontanata da esse. Il fatto restò a loro inspiegabile, e dopo poco tempo le macchie sparirono dalla carrozzeria.
A inizio estate del 1964, il dottor Simon concluse le sedute di ipnosi regressiva facendo riascoltare i nastri registrati alla coppia. Entrambi riuscirono, lentamente, a superare il grave stato di ansia e stress fisico che li perseguitava oramai da circa due anni, migliorando notevolmente il loro stato di salute. Il dottor Simon, pur soddisfatto del miglioramento dello stato di salute dei due coniugi, non riuscì a trarre conclusioni definitive sulla vicenda. Suddivise l'intera vicenda in due distinte fasi: la prima, quella dell'avvistamento del presunto Ufo fino al momento in cui Barney si era avvicinato all'oggetto inquadrandolo con il binocolo (vicenda della quale i due coniugi avevano un ricordo nitido e certo) e la seconda parte, quella in cui i coniugi sarebbero stati costretti a salire sull'oggetto e sottoposti a esami medici (che coincideva con la fase di mancanza di ricordi di entrambi, riaffiorata poi con l'ipnosi). Della prima parte della vicenda il dottor Simon riferì che probabilmente era da considerarsi veritiera (la vista di un oggetto volante non riconducibile a qualsiasi oggetto da loro conosciuto) mentre per la seconda parte della vicenda aveva forti dubbi che corrispondesse alla verità.
I coniugi hanno sempre sostenuto che l'intera vicenda fosse stata realmente vissuta. Barney, dopo lo scetticismo iniziale (che giustificò come un tentativo maldestro di dimenticare l'intera vicenda) e a seguito delle sedute di ipnosi regressiva, cambiò completamente idea sull'accaduto, dichiarando che i ricordi riaffiorati erano un tutt'uno con la parte che inizialmente riusciva a ricordare. Betty, fin dall'inizio, non ha mai nutrito dubbi sulla veridicità dei fatti accaduti. Il mistero non fu mai chiarito del tutto, resta il fatto che entrambi i coniugi erano persone rispettabilissime, ben inserite nella società, e non trassero mai benefici economici o altro da questa vicenda (Barney sarebbe morto pochi anni dopo, nel 1969, per un ictus cerebrale). Betty continuò, per il resto della vita (la morte avvenne molti anni dopo, nel 2004) a dichiarare che i fatti avvenuti quella notte corrispondevano alla pura verità.

## Rappresentazioni televisive
I coniugi sono stati impersonati dagli attori James Earl Jones ed Estelle Parsons nel film per la TV The UFO Incident del 1975, da Basil Wallace e Lee Garlington nella serie televisiva Dark Skies - Oscure presenze del 1996, infine da Evan Peters e Britne Oldford nella seconda stagione della serie televisiva American Horror Story nel 2012.